# Bomolocha chosenula
Bomolocha chosenula är en fjärilsart som beskrevs av Felix Bryk 1948. Bomolocha chosenula ingår i släktet Bomolocha och familjen nattflyn. Inga underarter finns listade i Catalogue of Life.